# Chór Uniwersytetu Ekonomicznego we Wrocławiu „Ars Cantandi”
Chór Uniwersytetu Ekonomicznego we Wrocławiu Ars Cantandi (ars cantandi – łac. sztuka śpiewu) – amatorski chór akademicki działający przy Uniwersytecie Ekonomicznym we Wrocławiu. W skład zespołu wchodzą studenci i absolwenci Uniwersytetu Ekonomicznego, a także innych wrocławskich uczelni.

## Historia
Chór powstał z inicjatywy Anny Grabowskiej-Borys (dyrygenta) i Emilii Jakóbczak (pierwszego prezesa Ars Cantandi)  z pomocą przewodniczącego samorządu studenckiego w tamtym okresie – Michała Jarosa. Debiutancki występ odbył się w grudniu 2004 roku, podczas uroczystości rozdania dyplomów ówczesnej Akademii Ekonomicznej. Na przestrzeni lat chór rozwinął się, nie tylko towarzysząc uroczystościom macierzystej uczelni, ale również koncertując na terenie Wroclawia i Dolnego Śląska. W swoim repertuarze ma utwory autorstwa kompozytorów polskich i zagranicznych, o tematyce świeckiej i religijnej. Zespół odnosi sukces w konkursach krajowych i zagranicznych (m.in. w Hiszpanii i Niemczech). 13 grudnia 2015 roku w Oratorium Marianum  odbył się uroczysty koncert z okazji dziesięciolecia istnienia chóru. Udział w nim wzięli obecni i byli członkowie chóru z towarzyszeniem Orkiestry Kameralnej ArtBel Ensemble oraz soliści: Monika Piechaczek (sopran), Marta Kilian (mezzosopran), Jadwiga Postrożna (alt), Przemysław Borys (tenor), Jerzy Butryn (bas).

### Dyrygent
Anna Grabowska-Borys – dyrygent chóru Ars Cantandi. Absolwentka Akademii Muzycznej we Wrocławiu w klasie dyrygentury chóralnej prof. Haliny Bobrowicz oraz Podyplomowego Studium Chórmistrzowskiego przy Akademii Muzycznej w Bydgoszczy. Od lutego 2010 kieruje Chórem Opery Wrocławskiej.

### Asystenci
- Marta Stadnik
- Alena Lapko
- Magdalena Truszkowska-Reut (obecnie)

### Specjaliści od emisji głosu
- Przemysław Borys
- Jerzy Butryn
- Jadwiga Postrożna

### Konkursy i nagrody
- 2007
  - XIII Ogólnopolski Festiwal Kolęd i Pastorałek w Będzinie - I miejsce i Nagroda Prezydenta Miasta Będzina
  - X Łódzki Festiwal Chóralny „Cantio Lodziensis” - I miejsce i Nagroda Specjalna za najlepsze wykonanie utworu łódzkiego kompozytora
- 2008
  - IX Międzynarodowy Festiwal Chóralny „Biała Kolęda”, Cerkiew Dominikańska we Lwowie - koncert finałowy
  - 39 Ogólnopolski Turniej Chórów Legnica Cantat  - II miejsce w kategorii chóry akademickie
  - II Ogólnopolski Konkurs Chóralny im. Wacława z Szamotuł, Szamotuły - I miejsce
- 2009
  - IV Ogólnopolski Konkurs Pieśni Pasyjnej w Bydgoszczy - Złoty Dyplom i Nagroda Prezesa Zarządu Polskiego Radia Pomorza i Kujaw
- 2010
  - VII Turniej Chórów O Wstęgę Drwęcy Brodnica 2010 - Grand Prix
  - IX Międzynarodowy Festiwal Muzyki Chóralnej im. Feliksa Nowowiejskiego w Barczewie - Grand Prix oraz nagrody za: najlepsze wykonanie kompozycji współczesnej, najlepszą technikę wokalną oraz dla najlepszego dyrygenta festiwalu
  - 28 Międzynarodowy Festiwalu Chóralny w Prevezie (Grecja) - brązowy medal w kategorii chórów mieszanych oraz brązowy medal w kategorii zespołów kameralnych
- 2011
  - V Ogólnopolski Konkurs Pieśni Pasyjnej w Bydgoszczy - Złoty Dyplom i Nagroda Specjalna Kujawsko-Pomorskiej Szkoły Wyższej
  - 42 Ogólnopolski Turniej Chórów Legnica Cantat - występ konkursowy
- 2012
  - VII Międzynarodowe Forum Chórów Studenckich Paparats Kvetka w Mińsku (Białoruś) - Nagroda Specjalna za najlepsze wykonanie utworu współczesnego
  - 47 Międzynarodowy Festiwal Pieśni Chóralnej w Międzyzdrojach - Srebrny Dyplom w konkursie Musica Sacra
- 2013
  - XXI Ogólnopolski Festiwal Pieśni Chóralnej „Kolędy i Pastorałki” w Myślenicach - I miejsce w kategorii chórów mieszanych
  - 41 Międzynarodowy Festiwal Chóralny w Ołomuńcu (Republika Czeska) - złoty medal w kategorii muzyki sakralnej i złoty medal w kategorii muzyki rozrywkowej
  - Ohrid Choir Festival Macedonia - I miejsce
- 2014
  - Międzynarodowy Wrocławski Festiwal Chóralny Vratislavia Sacra - I miejsce w kategorii chórów mieszanych oraz nagroda dla wyróżniającego się dyrygenta
  - Rimini International Choral Competition - Srebrny Dyplom w kategorii chórów mieszanych
- 2015
  - XXIV Ogólnopolski Festiwal Pieśni Chóralnej „Kolędy i Pastorałki - II nagroda w kategorii chórów mieszanych i II nagroda w kategorii zespoły kameralne
  - Międzynarodowy Wrocławski Festiwal Chóralny Vratislavia Sacra - występ konkursowy
  - II Międzynarodowy Szczeciński Festiwal Muzyki Pasyjnej - Złote Pasmo w kategorii chórów mieszanych
  - Międzynarodowy Festiwal im. Johannesa Brahmsa w Wernigerode, Niemcy - Złote Dyplomy w kategoriach: chóry mieszane, muzyka pop, muzyka religijna
- 2016
  - II Międzynarodowy Festiwal i Konkurs Chóralny Canco Mediterrania, Lloret del Mar - Złoty Dyplom i I miejsce w kategorii muzyka sakralna oraz Złoty Dyplom i II miejsce w kategorii folk
- 2017
  - VI Gdański Międzynarodowy Festiwal Chóralny - Złoty Dyplom w kategorii chórów mieszanych dla dorosłych oraz nagroda dla najlepszego dyrygenta festiwalu
  - VII Liviu Borlan International Choral Competition - Srebrny dyplom II stopnia i II miejsce

### Wydarzenia
- 2007
  - Trasa koncertowa po Włoszech: Asyż, Rzym, Watykan (ambasada - koncert z udziałem ambasador Hanny Suchockiej i premiera Tadeusza Mazowieckiego), występ w bazylice św. Piotra
- 2008
  - III Międzynarodowe Forum Chórów Akademickich „Paparats Kvetka” w Radoshkowichi k. Mińska organizowane przez Białoruski Uniwersytet Państwowy w Mińsku
- 2011
  - Nieszpory ludźmierskie – wśród wykonawców m.in.: Hanna Banaszak, Zbigniew Wodecki, Grzegorz Turnau, Jacek Wójcicki, Elżbieta Towarnicka, Beata Rybotycka
  - Opera i muzyka dalekiego wschodu - wśród wykonawców m.in.: Midori Ahmed, Leo Garda, Mayumi Nishikawa, Sachiyo Hisada, Masaaki Nakatsuka
- 2013
  - Warsztaty chóralne z Saulem Zaksem
- 2014
  - Koncert z okazji Święta Nauki w Kościele Uniwersyteckim - Misa Criolla („Msza Kreolska”) Ariela Ramireza
  - Nagrania utworów na płytę z muzyką rozrywkową
  - Nagrania utworów na płytę z chóralną muzyką sakralną XX wieku
- 2015
  - Koncert z Andrea Bocelli i artystami polskiej sceny muzycznej w ramach pierwszej odsłony programu Europejskiej Stolicy Kultury Wrocław 2016
- 2016
  - Spektakl Przebudzenie – weekend otwarcia ESK
  - Spektakl Flow – opowiadający o historii Wrocławia XX wieku
  - Hiszpańska noc z Carmen - Zarzuela Show
  - 29 gala wręczenia Europejskich Nagród Filmowych w Narodowym Forum Muzyki we Wrocławiu – wykonanie utworu „Song for the unification of the Europe” Zbigniewa Preisnera[4]
  - Spektakl Niebo - ceremonia zamknięcia ESK[5]
- 2017
  - Koncert w ramach cyklu Smolec Organum w kościele p.w. Narodzenia Najświętszej Maryi Panny w Smolcu
  - Oprawa muzyczna uroczystości Uniwersytetu Ekonomicznego we Wrocławiu w NFM
  - Wieczór Pasyjny[6] - wykonanie „Stabat Mater” Giovanni Battisty Pergolesiego wraz z kameralistkami „Con Afetto”, oraz solistkami opery wrocławskiej i krakowskiej Iwony Sochy i Anny Boruckiej oraz Mirelli Malorny
  - Koncert Pasyjny Stabat Mater w Osieku
  - Superwidowisko Opery Wrocławskiej Faust